# Diana
|  | Per a altres significats, vegeu «Diana (desambiguació)». |

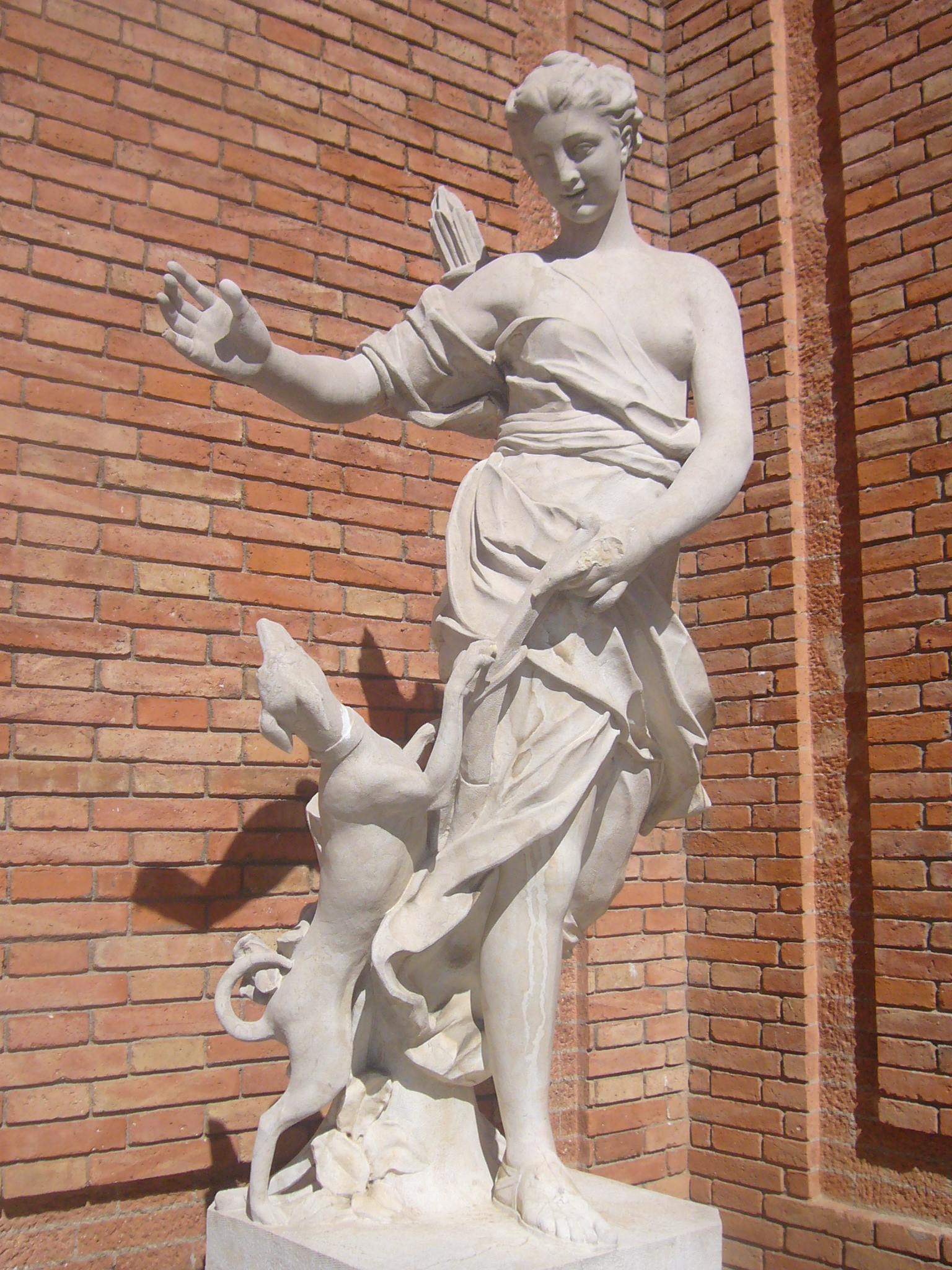
Escultura "Companya de Diana" (1970) als jardins del Palauet Albéniz

Diana ("del dia" o "divina" en llatí), deessa dels boscos i de la caça. Cap al segle iv aC es va identificar completament amb la deessa de la mitologia grega Àrtemis.
Els romans la representaven amb vestimenta grega, acompanyada d'un arc, unes màgiques sagetes i un cérvol, de vegades amb una mitja lluna fent-li de corona per a indicar el seu caràcter diví. Un altre dels seus símbols és el roure. D'una gran bellesa, casta (com Minerva i Vesta) i eternament jove, no va donar mai importància als seus pretendents.
Ha estat tema d'inspiració per a poetes i artistes en general. El poeta Virgili la va fer aparèixer a l'Eneida, relacionada amb Virbi geni dels boscos.

## Orígens

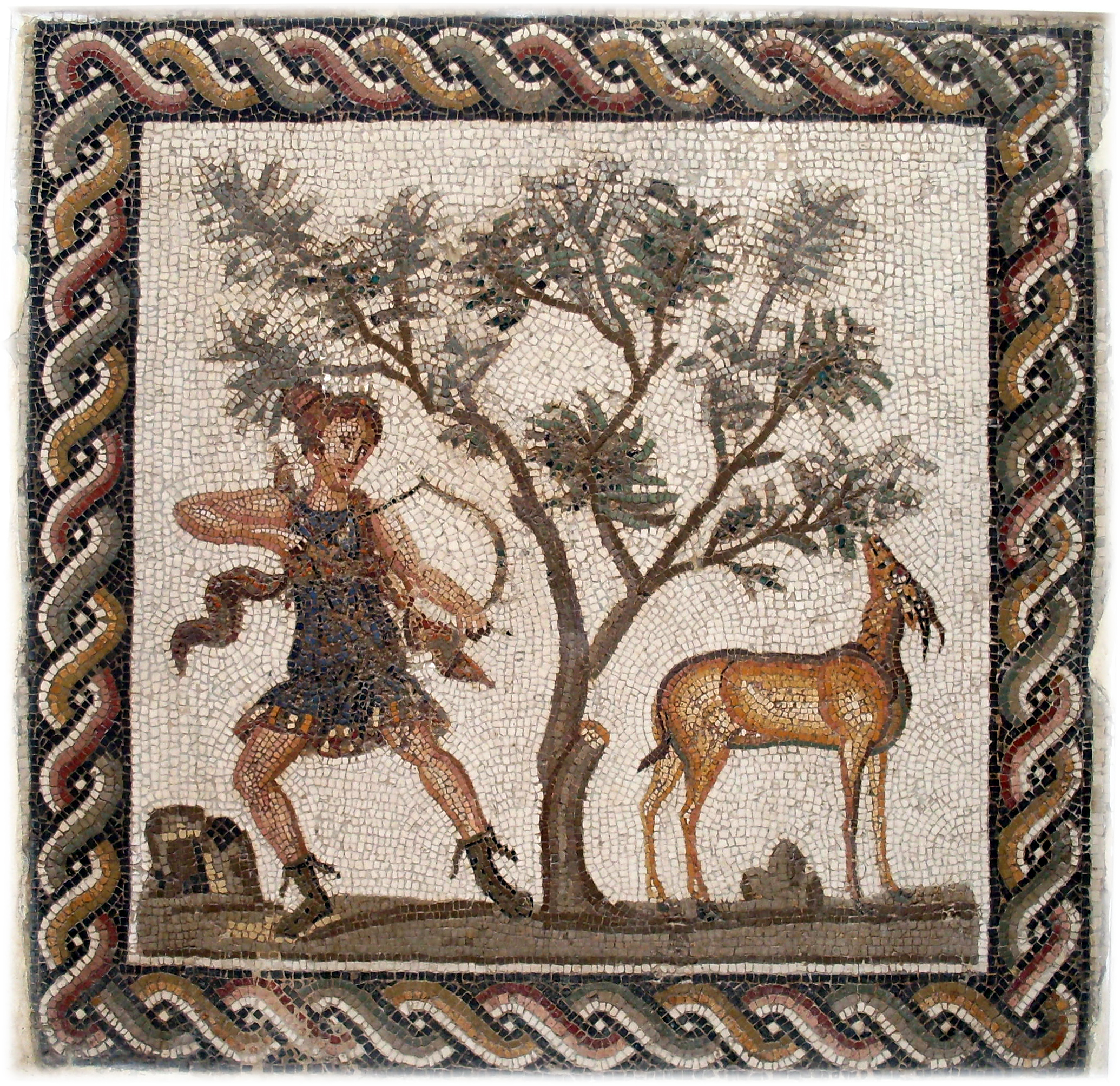
Diana en un mosaic a Utica,

Sembla que el culte de Diana es va originar a en un indret del Latium, on se l'anomenava Diana Nemorensis o Diana Nemoralis, que significa "Diana la dels boscos". Era un lloc situat al nord d'un llac d'origen volcànic, el llac de Nemi, que els poetes anomenaven speculum Dianae, l'espill de Diana i que estava envoltat per boscos. Als pobles més pròxims a aquest lloc, Arícia i Veïs era venerada des de temps antics.

## Atributs

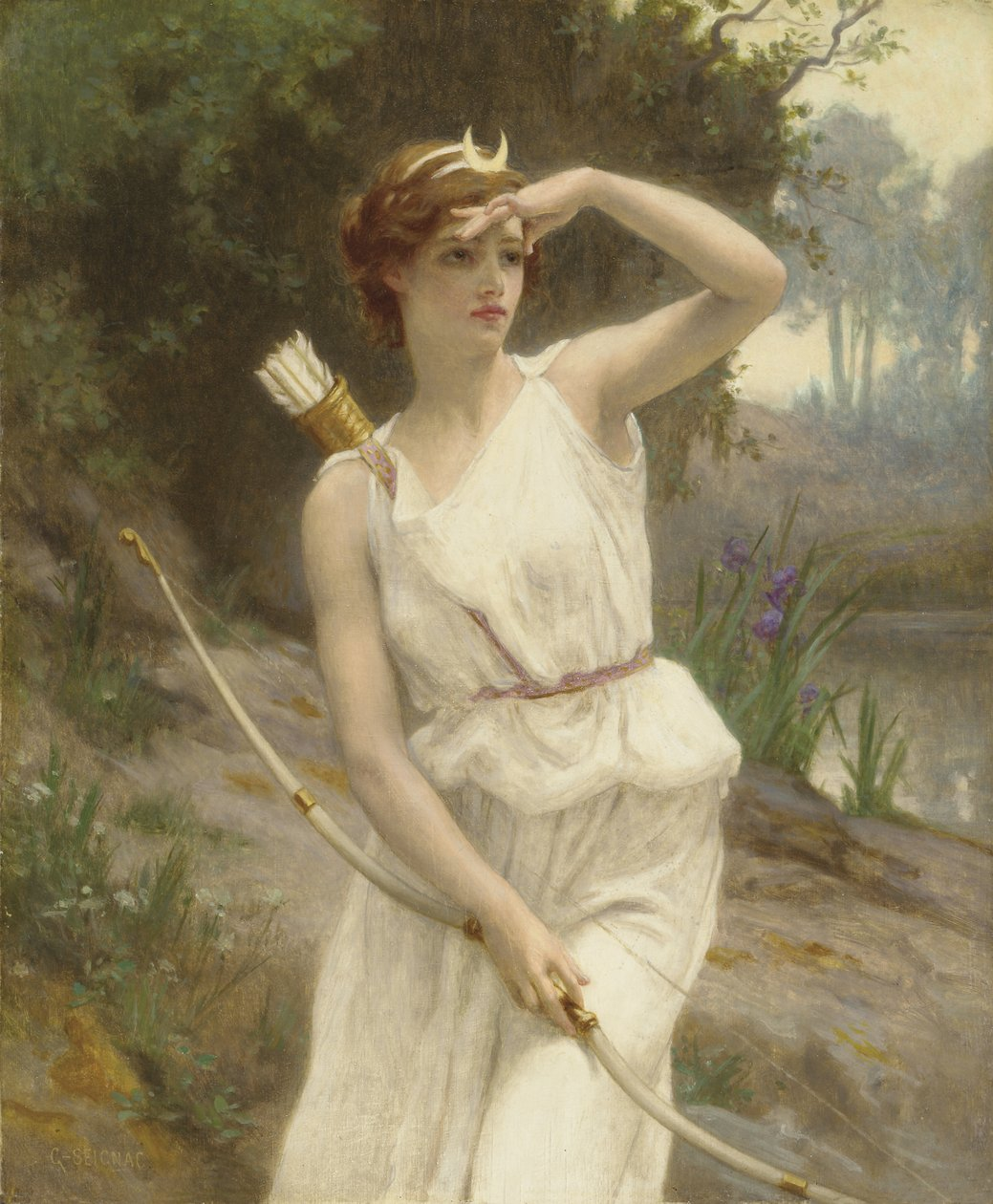
Diana amb una lluna al cap i armes de caçadora

A Diana se li atribuïa el poder per a comunicar-se amb els animals, i tenia gran destresa com a caçadora. Habitava als boscos perquè li atreia la vida solitària i la castedat. Les dones embarassades s'encomanaven a ella demanant un part fàcil. Les rouredes era el seu espai sagrat. Més endavant va passar a ser una deessa de la lluna.
Etimològicament, es proposen dues procedències: De la paraula llatina dies-dia, podria significar "del dia"(encara que no es probable, perque el seu signe era la lluna, la nit, i sa germà Apol·lo era el representant del sol) ; o de la paraula llatina divus ("divina"), i des d'aquest punt de vista trobaria un paral·lelisme en la mitologia grega amb les deesses Dione i l'oracle de Dodona, però no quan al culte.
En poesia era lloada per la seva força, gràcia atlètica, bellesa i habilitats de caçadora.
Formava una trinitat amb altres deïtats romanes: Egeria, la nimfa aquàtica, que li feia d'ajudant, i Virbi, el déu dels boscos.

## Culte
Diana era especialment venerada pels ciutadans de classe inferior i pels esclaus, els quals podien rebre acolliment als seus temples. Georg Wissowa va proposar com a explicació a aquest fet que els primers esclaus devien provenir del Latium on aquesta deessa era venerada des de temps antics. Això no obstant no aclareix per què a Efes existia el mateix costum de donar asil (ασυλιον).
Els romans celebraven un festival en el seu honor el 13 d'agost, quan el rei Servi Tul·li, esclau de naixement, li va dedicar un altar al turó de l'Aventí a mitjan segle vi aC. Aquest lloc quedava fora del pomerium, la primitiva muralla de la ciutat de Roma, perquè el lloc sagrat que li corresponia per ser la deessa de la caça era un bosc o, si més no, un indret que no estigués habitat per les persones. Malgrat ser reverenciada pels romans, Diana era considerada una deessa estrangera. Es creu que procedia d'Arícia i, a diferència de Juno, que va ser portada a Roma de Veïs no va tenir un temple dins la ciutat ni va ser oficialment transferida.

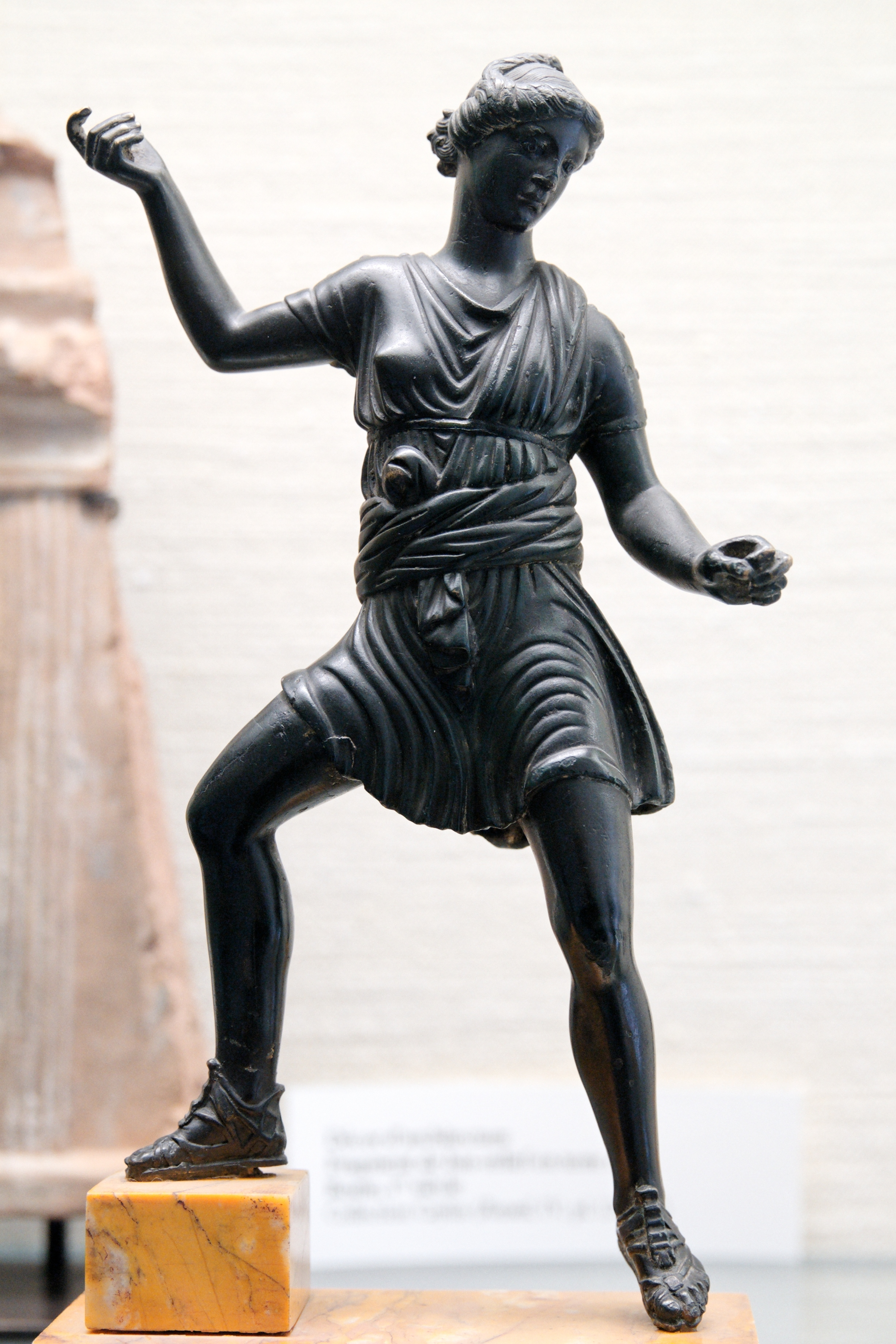
Estàtua de Diana en bronze

A Arícia, el seu sacerdot, el Rex nemorensis, va continuar mantenint el seu culte entre els pobles del Latium, amb un simple temple enmig de la natura.
Diana dels boscos va ser hel·lenitzada, «un procés que va quedar confirmat amb l'aparició de Diana al costat d'Apol·lo en el primer lectisternium» Aquesta hel·lenització podia haver-se general amb el contacte amb les colònies gregues del sud de la península Itàlica. En algunes ciutats importants: Càpua, Segni, es venerava la Potnia Theron («senyora dels animals»), una de les formes emprades pels colons grecs per a referir-se a Àrtemis. Segons l'estudi fet per Françoise Hélène Pairault, els habitants de la Fòcida haurien introduït el culte d'Àrtemis en contacte comercial amb els etruscs i després aquests als llatins.
Els historiadors Estrabó i Servi Maure Honorat donen versions diferents. La del primer potser és la més creïble, per ser el més antic dels dos. Segons aquest autor, Orestes hauria introduït el culte d'Artemis Tauropolos amb un sacerdot anomenat Artemidoros d'Efes. La paraula Tauropolos denota una deessa d'origen asiàtic amb atributs lunars, senyora de les manades. Tauropolos era un antic epítet relacionat amb Hècate, Artemis i també Atenea.
A Cumes la Sibil·la era la sacerdotessa d'Apol·lo i de Trivia.Hesíode i Estesícor narren una història segons la qual, en morir Ifigènia va ser divinitzada amb el nom d'Hècate, fet que contribueix a la idea que Artemis Tauropolos tenia una aliança amb aquesta heroïna, doncs havia estat la seva sacerdotessa a Taurid i el seu equivalent humà. Aquesta unió de divinitats també ve confirmat per la troballa d'una estàtua triple (Artemis-Hècate). En una moneda, encunyada per P. Accoleius Lariscolus l'any 43 aC, ha estat identificada com una representació de Diana Nemorensis. A la moneda apareix Artemis amb l'arc a un costat, Luna-Selene amb flors a l'altra banda i al centre una deïtat encara no identificada; totes tres figures estan unides per una línia horitzontal. Es creu que és una moneda del segle vi aC. Es van trobar dos caps, un al santuari de Nemi i l'altre al teatre romà de la mateixa ciutat els quals tenen un forat a la seva part posterior i això ha donat lloc a especulacions sobre si es tractaria de Diana Trivia o Diana Tifatina.
El culte a Diana és esmentat a la Bíblia. Al llibre dels Fets dels Apòstols:un ferrer d'Efes que se sentia incòmode per un discurs de sant Pau sobre el cristianisme, se'n va riure i va exclamar «Gran és Diana dels efesis!» (Fets 19:28). I quan el secretari de la ciutat (γραμματεύς) calma la multitud, diu, «Homes d'Èfes, qui entre vosaltres no sap que Èfes és la ciutat on està el temple de la gran Diana on es guarda la seva imatge que procedeix dels cels?» (Fets 19:36)

## Caràcter

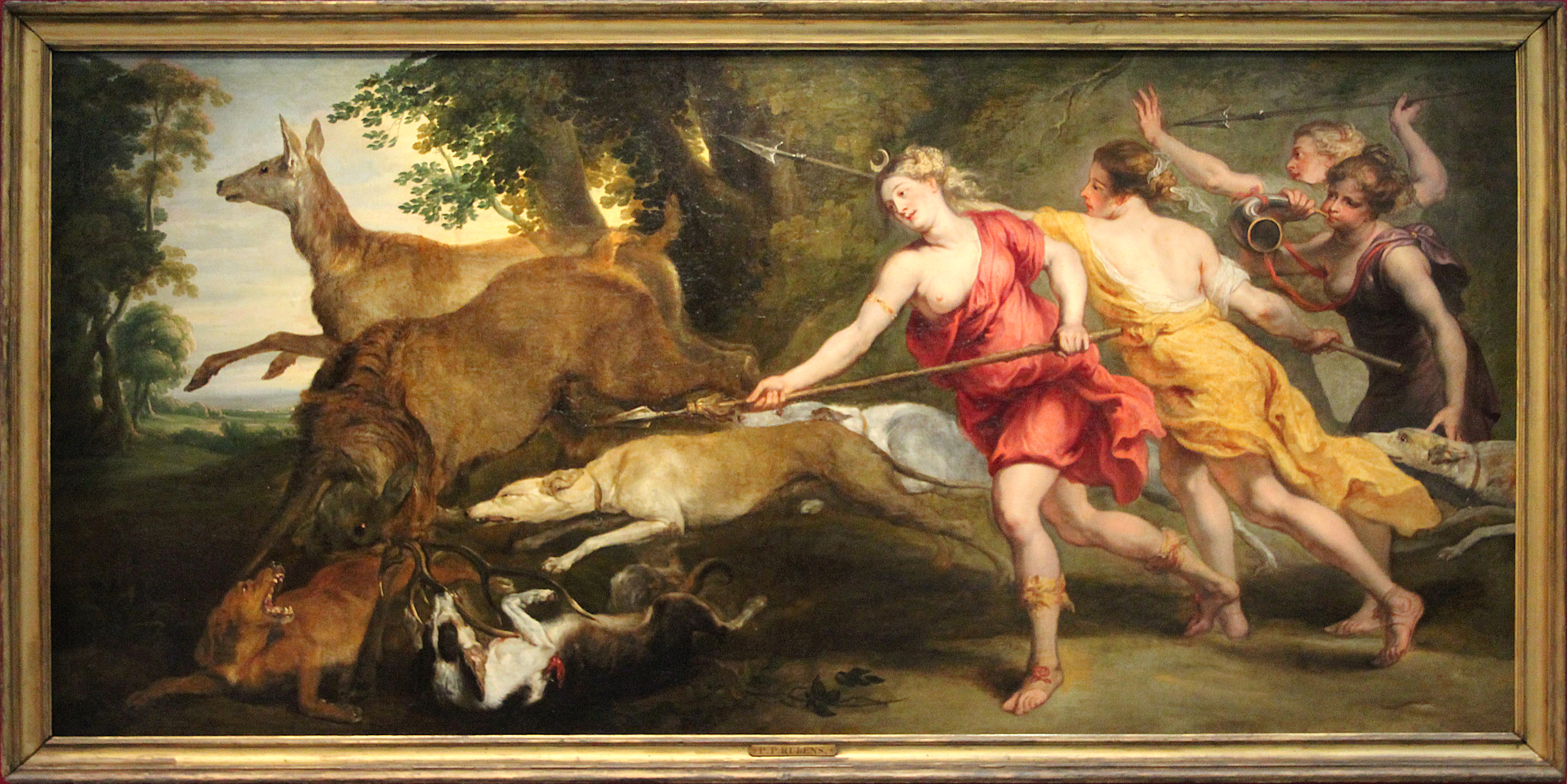
Diana caçant amb les seves ninfes

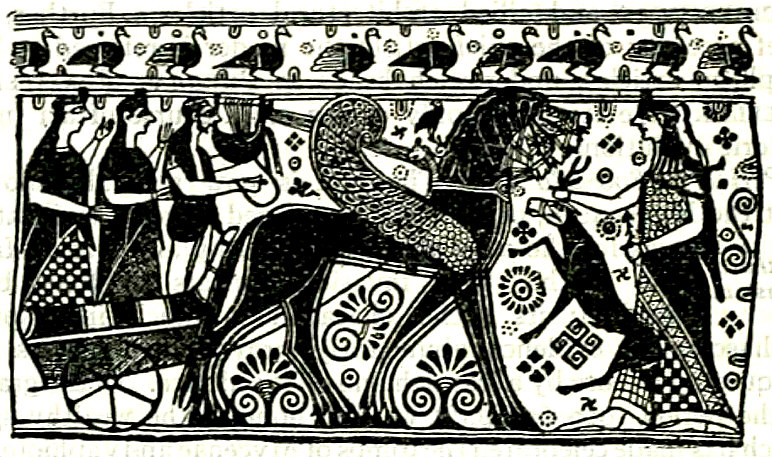
Diana es troba amb el seu germà Apol·lo, que arriba muntat al seu carro.

Segons Georges Dumézil, Diana pertany al grup de divinitats celestials que transcendien dels assumptes terrestres, és a dir, s'abstenien d'interferir directament en la vida dels humans. Aquesta mena de déus no compartien el destí d'altres déus celestials de les religions indoeuropees, ell els anomena dei otiosi o déus sense propòsits pràctics, però semblaven tenir una mena d'influència sobre el món dels humans.
El caràcter celestial de Diana està reflectit en alguns dels seus atributs: se l'ha relacionat amb la llum, la inaccessibilitat, la virginitat, la seva preferència pels llocs aïllats dins els boscos. Diana és l'expressió del món celestial (diuum, la forma neutra de dia, significa cel o espai obert al cel), és l'expressió de la supremacia, la impassibilitat i la indiferència cap als humans i les seves circumstàncies personals. Al mateix temps la complexitat del seu caràcter s'expressa en altres aspectes contradictoris de la seva divinitat: És considerada com una divinitat activa pel que fa a la vigilància del seu sacerdot i pel que fa a la conservació del gènere humà a través de la protecció dels naixements.
Aquest caràcter de protectora de la successió dels reis, es pot veure en el nom que tenia el seu sacerdot rex («rei»). El rex nemorensis era un càrrec vitalici, el sacerdot només deixava de ser-ho si algú el matava. Si algú volia ocupar el seu lloc, havia de desafiar-lo arrencant una branca de roure del bosc sagrat; per això era un sacerdot que anava armat. El fet que la successió tingués lloc en un combat al bosc sagrat, sota la vigilància de la deessa, confirma el seu caràcter de protecció del rex. Livi narra la història d'un home sabí qui va oferir una vedella a la deessa i a canvi va aconseguir el tron imperial, una altra prova de la relació atribuïda a Diana i la reialesa.
El segon aspecte en què Diana interfereix en la vida dels humans, la de procurar un bon part, és testimoniada per estàtues votives trobades en excavacions arqueològiques al santuari d'Arícia, així com en escrits dels antics historiadors.

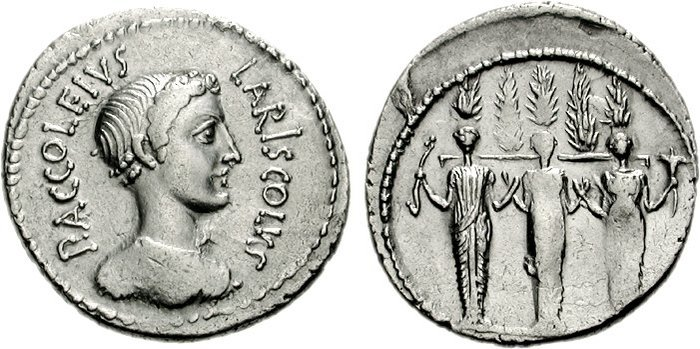
Denari amb la imatge de la diva triformis, una d'elles és Diana.

Segons Dumézil tots els déus parteixen d'un model, un heroi de la mitologia vèdica Dyaus. Havent renunciat al món, en les seves obligacions com a rei, i pare, va esdevenir un ésser immortal però va mantenir connexió amb el món dels mortals doncs es va estar vigilant que la seva nissaga es mantingués al poder durant generacions. El déu Heimdallr, de la mitologia escandinava segueix el mateix patró. Va ser engendrat primer i serà el darrer en deixar d'existir, ell va ser qui va originar els reis i qui vetlla per les seves prerrogatives. Diana, tot i ser de caràcter femení, encaixa amb aquest tipus de divinitat. F. H. Pairault, en el seu assaig sobre Diana, diu amb relació a la teoria de Dumézil que resulta "impossible de verificar".
James G. Frazer és l'únic autor que, en el seu anàlisi sobre Diana, veu una connexió amb el déu Janus.

## Santuaris
A més del santuari d'Arícia i el de l'Aventí a Roma, s'han trobat santuaris dedicats a ella en altres llocs:
- A Colle di Corne, prop de Tusculum.[28] On rep el nom arcaic de Deva Cornisca i on hi havia un collegium (associació) d'adoradors.[29]
- A Évora, Portugal.
- Al Mont Algidus, prop de Tusculum.[30]
- A Lavinium.[31]
- A Tibur (Tívoli), on rep el nom de Diana Opifera Nemorensis.[32]
- En un bosc sagrat esmentat per Livi[33] a Compitum Anagninum, prop d'Anagni.[34]
- Al Mont Tifata, prop de Càpua a la Campania.[35]
- A Èfes, on el seu temple, l'Artemision era considerat una de les set meravelles de l'antiguitat.[36]

## Diana i Camil·la

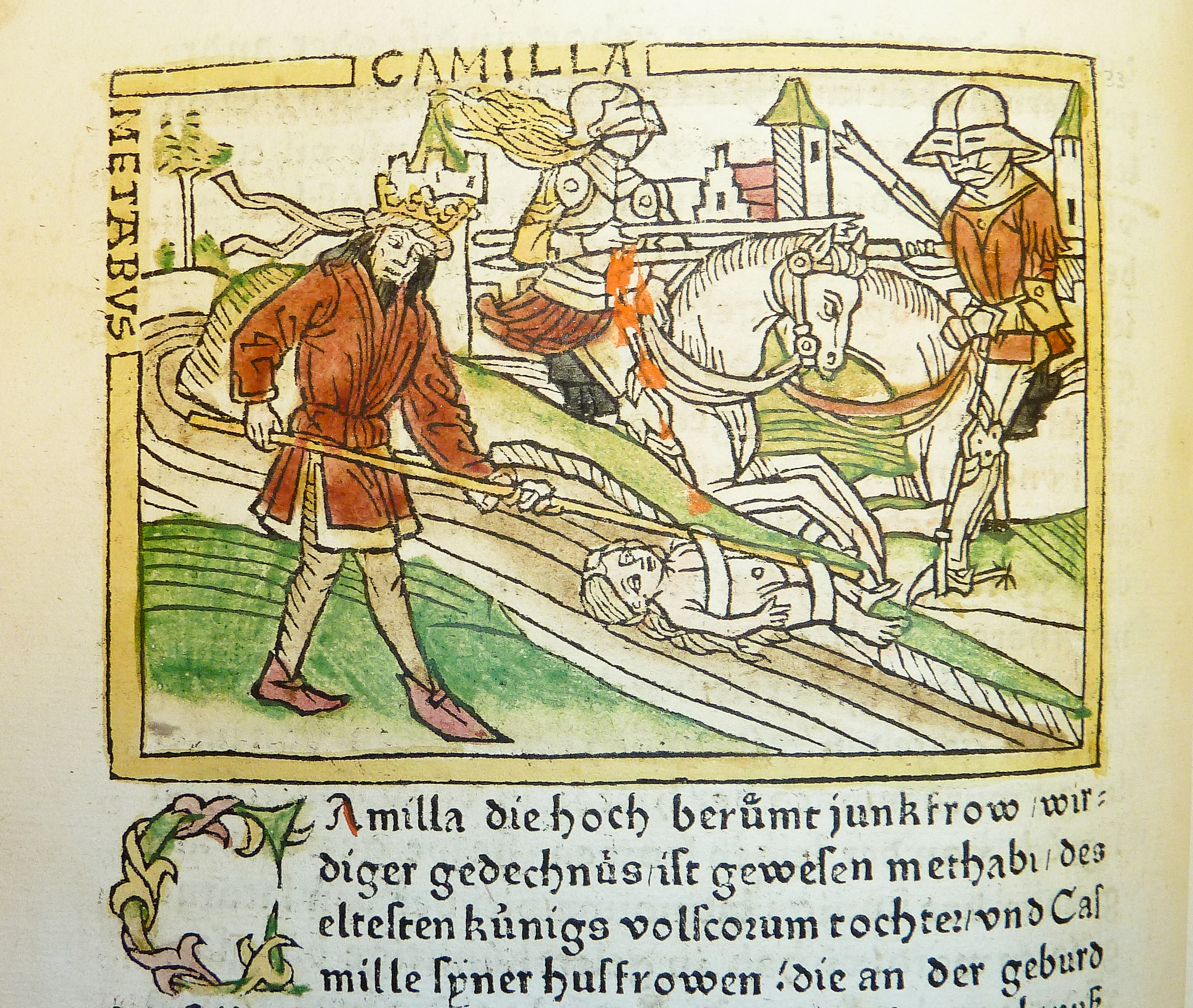
A l'esquerra, amb corona, el rei Metabus. Darrera la Camil·la escapant a cavall, amb armadura

Diana ha estat el tema de molts poetes o bé és un personatge que apareix en diferents obres literàries. A l'Eneida de Virgili hi ha la següent història:
Al Laci hi havia un rei vidu anomenat Metabus. Els seus súbdits van acabar farts del seu despotisme i el van fer fora. Metabus es va refugiar al bosc amb la seva filla única anomenada Camil·la. Com que la nena era molt petita i ell no en sabia gaire de cuidar nens, va demanar ajuda a Diana, prometent que si la Camila se salvava, de gran es dedicaria a servir-la. Camil·la va créixer bé, sana i estàlvia gràcies a la deessa, i es va mantenir verge com ella. Diana li va ensenyar a caçar i a sobreviure al bosc, i el seu pare li va ensenyar a tècniques de guerra per a defensar-se de qualsevol perill. Camil·la va morir fent de mercenària per a Turnus.

## Música
El 1872 el compositor austríac Carl Millöcker va compondre una opereta amb aquest nom.